# 19441 Trucpham
19441 Trucpham è un asteroide della fascia principale. Scoperto nel 1998, presenta un'orbita caratterizzata da un semiasse maggiore pari a 2,7346973 UA e da un'eccentricità di 0,1776694, inclinata di 8,80244° rispetto all'eclittica.